# Matelot (taniec)
Matelot lub Sailor's Hornpipe – żywy taniec marynarski wykonywany solo albo grupowo. Jego figury nawiązują do zajęć marynarzy takich jak zwijanie lin, wchodzenie na maszt itp. Taniec wymaga specjalnego stroju wzorowanego na marynarskim (np. granatowe spodnie i koszula z białymi paskami). Tańczony jest w twardych butach na metrum 4/4 na typową nutę irlandzką.
Pierwsze wzmianki dotyczące Matelota pochodzą z 1797 roku. Z powodu małej ilości miejsca, jaka jest potrzebna do odtańczenia Matelota, był on uważany za świetne ćwiczenie dla marynarzy. Odnotowano na przykład, że kapitan Cook rozkazał swoim ludziom, aby tańczyli matelota w celu utrzymania ich w dobrej kondycji.
Matelot jest głównym tańcem wykonywanym podczas Święta Ryby. Tańczony w plenerze w przerwie między kolejnymi posiłkami.